# 모르구

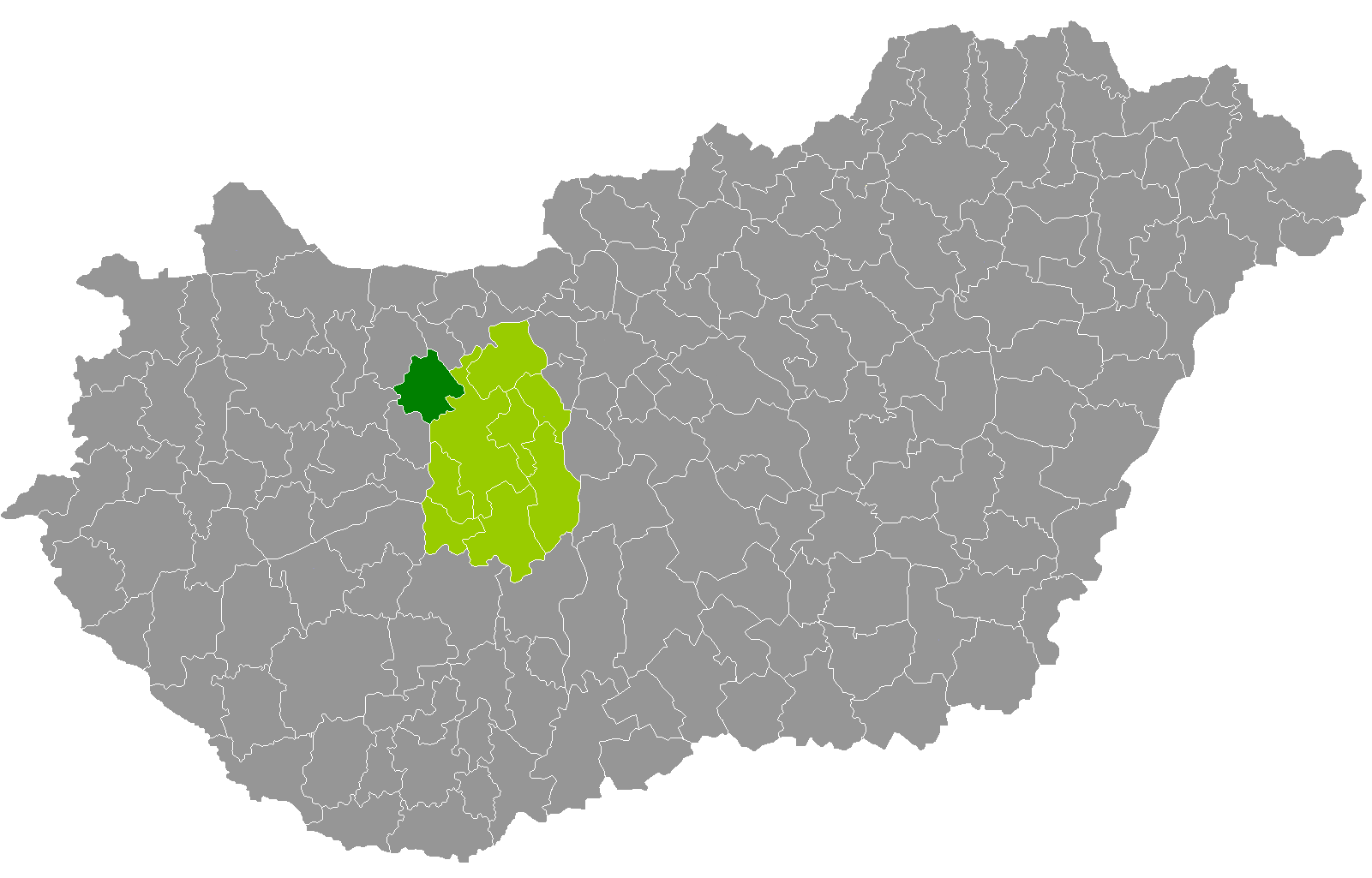
페예르주 지도에 표시된 모르구의 위치

모르구(헝가리어: Móri járás)는 헝가리 페예르주에 위치한 구로 구청 소재지는 모르이며 면적은 417.55km2, 인구는 33,070명(2011년 기준), 인구 밀도는 84명/km2이다.
북쪽으로는 코마롬에스테르곰주 키슈베르구, 오로슬라니구, 동쪽으로는 비치케구, 남쪽으로는 세케슈페헤르바르구, 남서쪽으로는 바르펄로터구, 서쪽으로는 베스프렘주 지르츠구와 접한다. 13개 지방 자치체(2개 시, 11개 마을)를 관할한다.

구 문장